# 32031 Joyjin
32031 Joyjin este un asteroid din centura principală de asteroizi.

## Descriere
32031 Joyjin este un asteroid din centura principală de asteroizi. A fost descoperit pe 5 mai 2000 la Socorro, New Mexico, în cadrul proiectului LINEAR. Asteroidul prezintă o orbită caracterizată de o semiaxă mare de 2,31 ua, o excentricitate de 0,13 și o înclinație de 5,7° în raport cu ecliptica.